# كتف (عمارة)

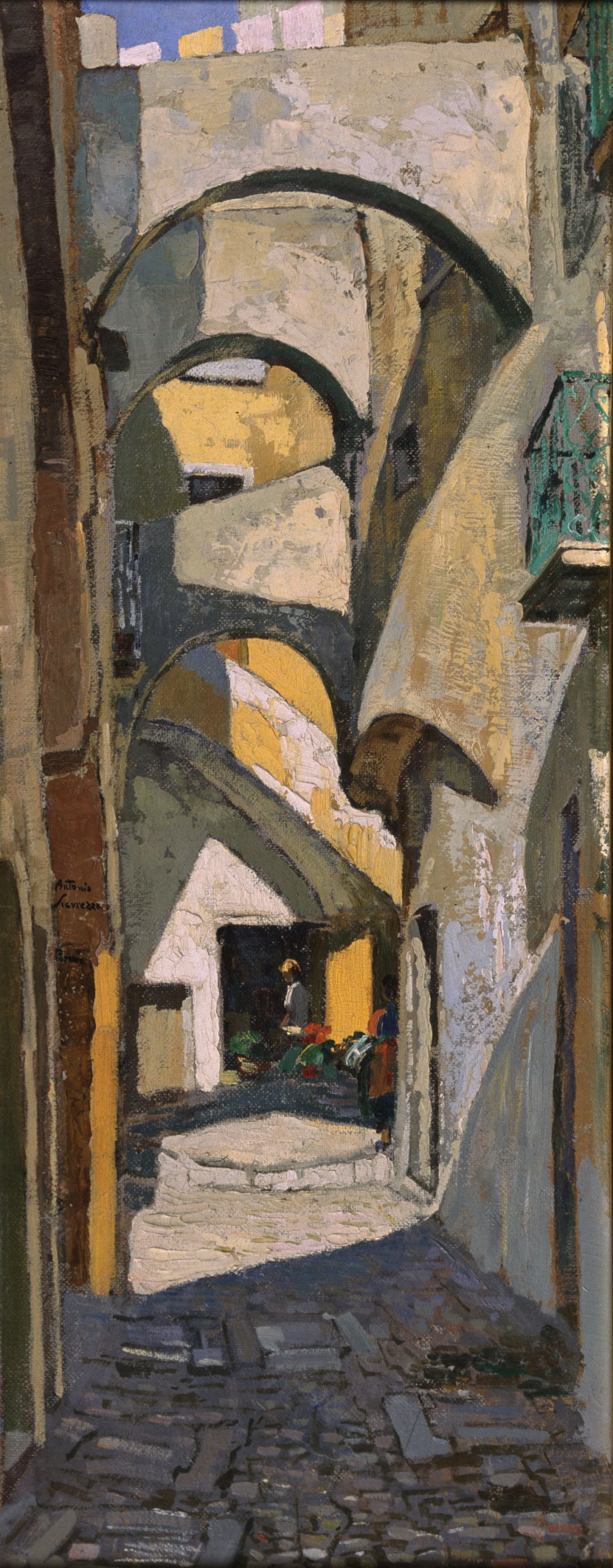

الكتف هي هيكل معماري مبني على أو بارز من جدار يعمل على دعم أو تقوية الجدار. الأكتاف شائعة في المباني القديمة وسيلةً لتوفير الدعم للتصدي للقوى الجانبية الناشئة عن هياكل الأسقف غير المدعمة بشكل كافٍ.

أنواع الأكتاف المعمارية
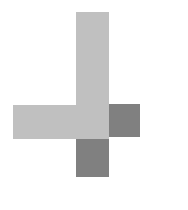
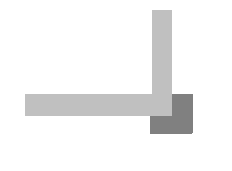
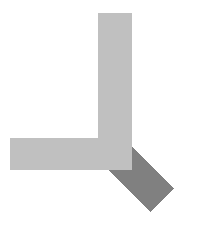
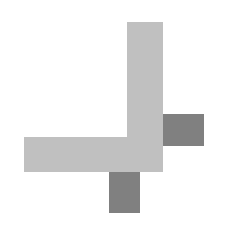

أمثلة على الأكتاف
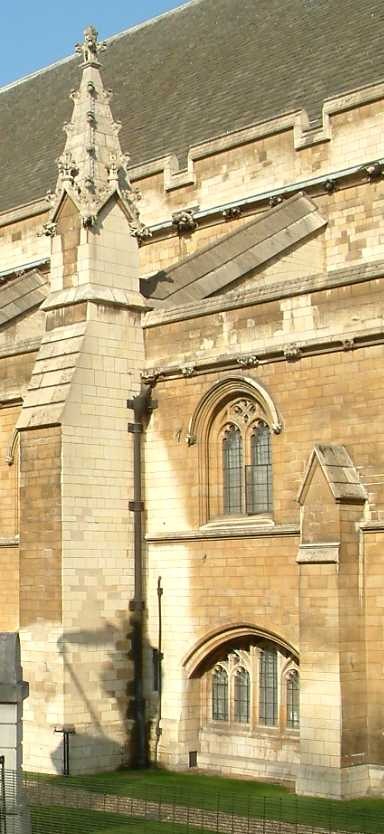
قصر وستمنستر
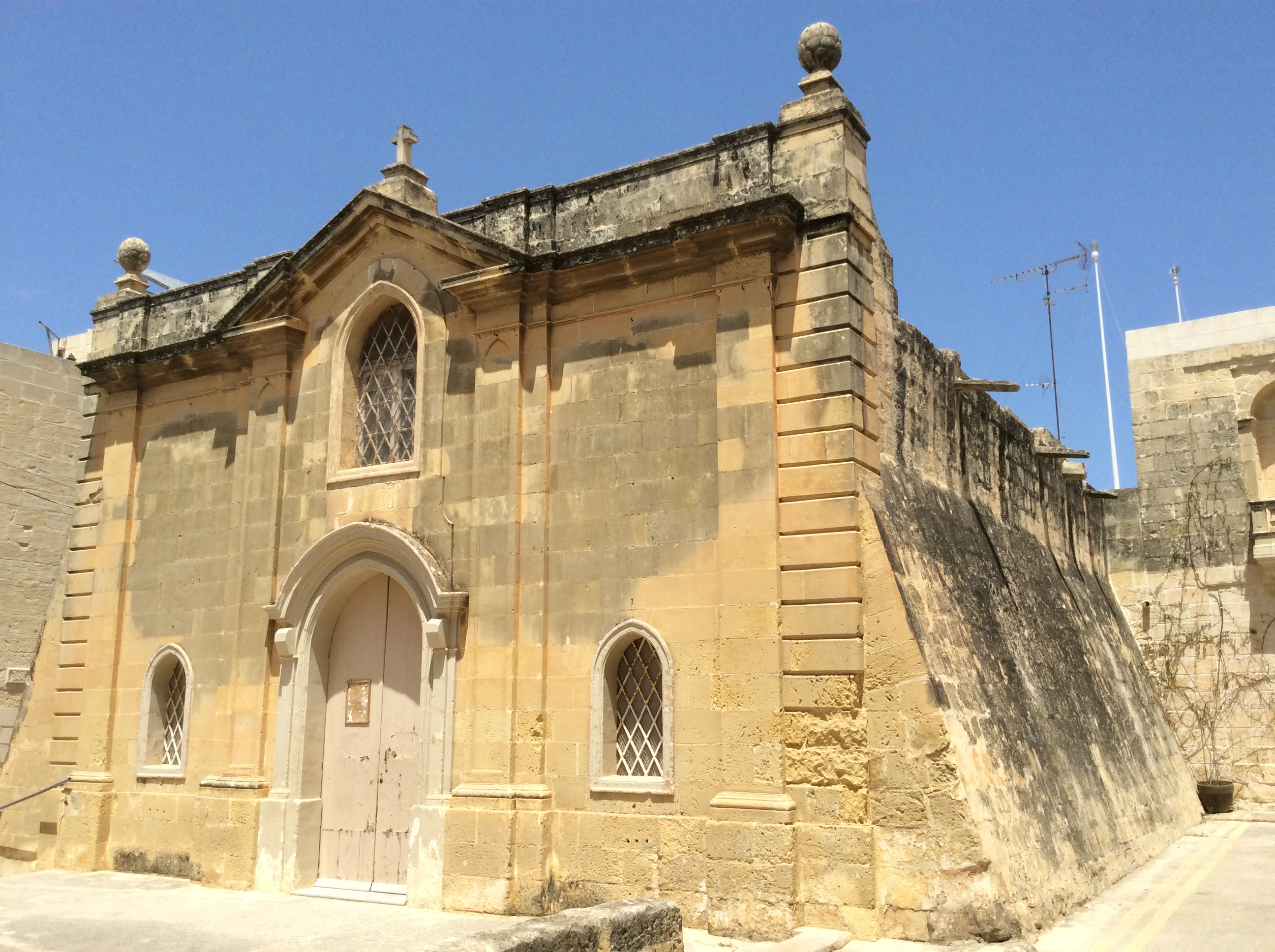
كتف في كنيسة المخلص في الزيتون في مالطة
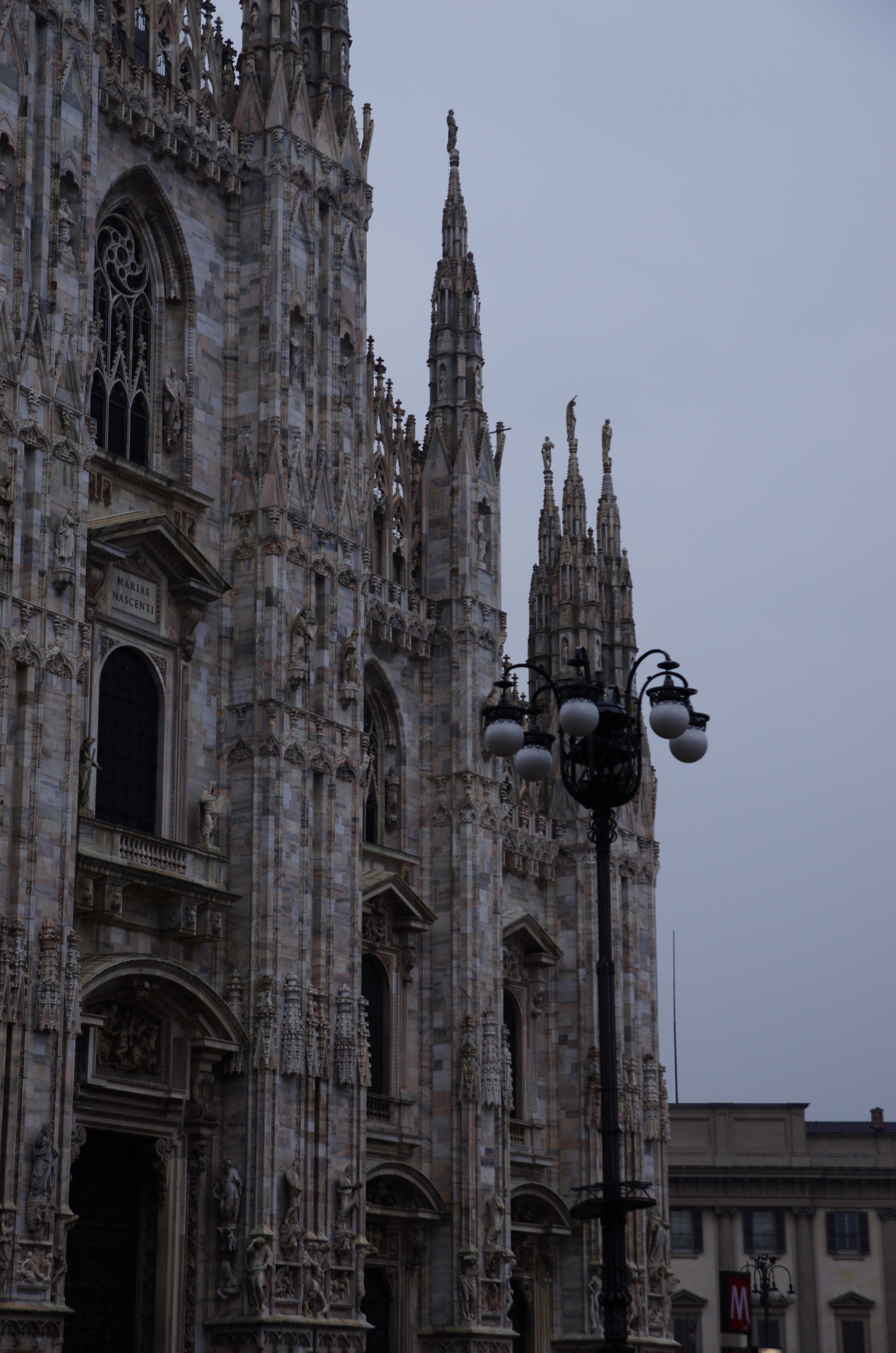
أكتاف الواجهة في كَتدرائية ميلانو بإيطاليا
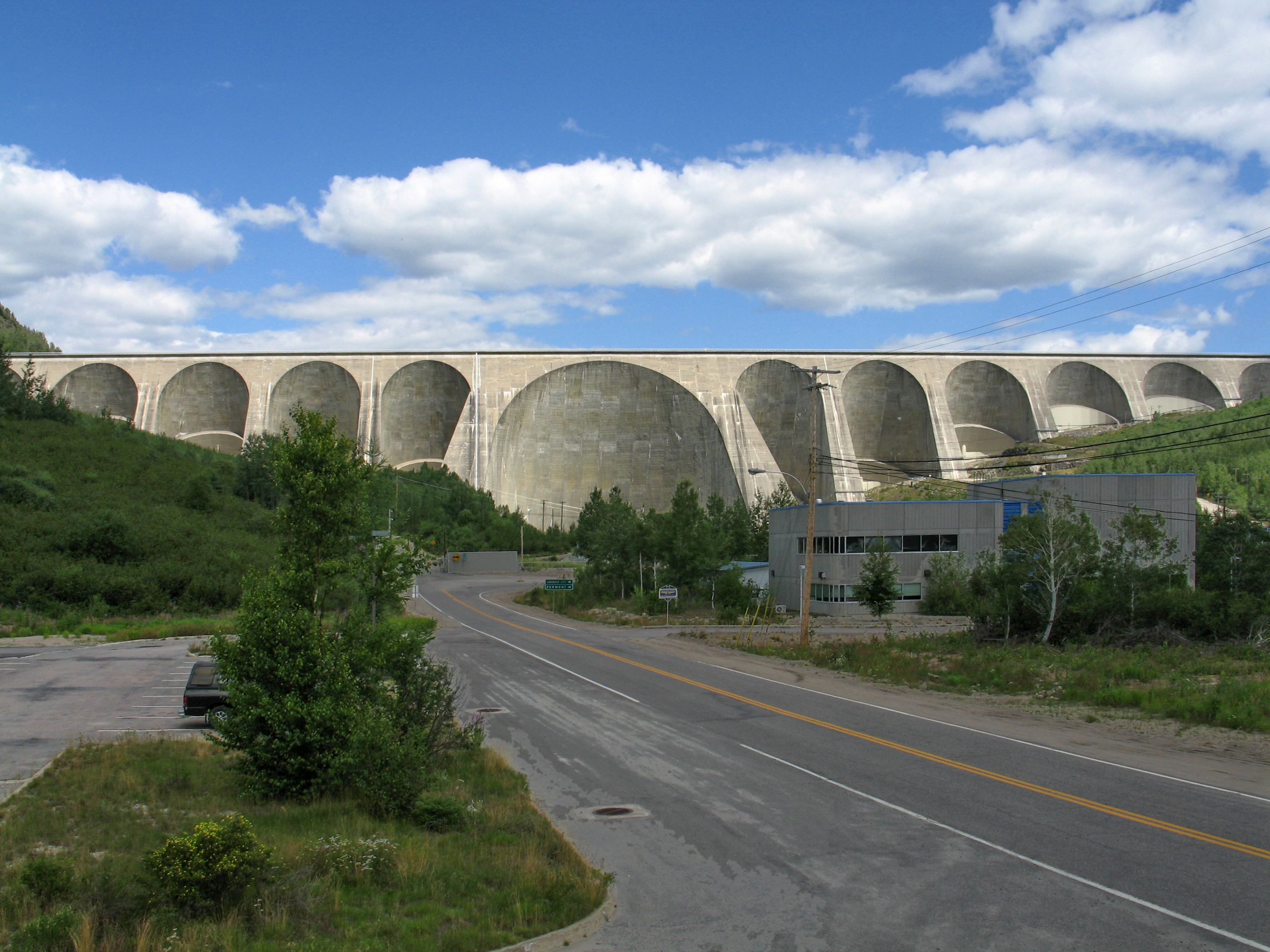
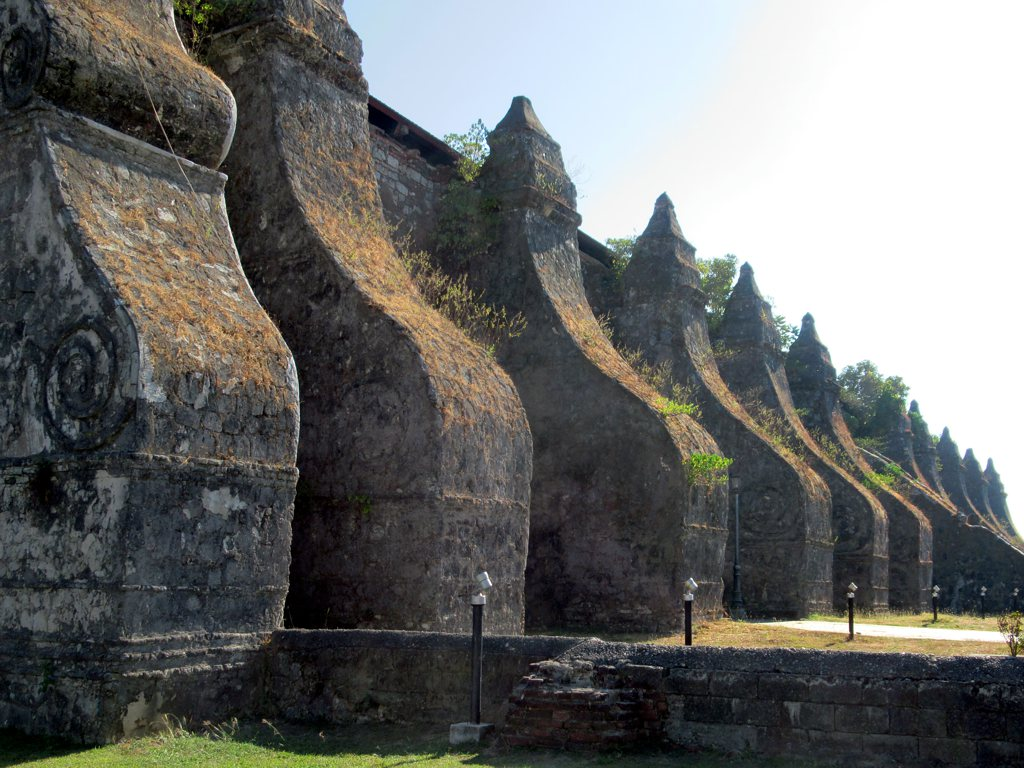
كنيسة باواي في الفلبين
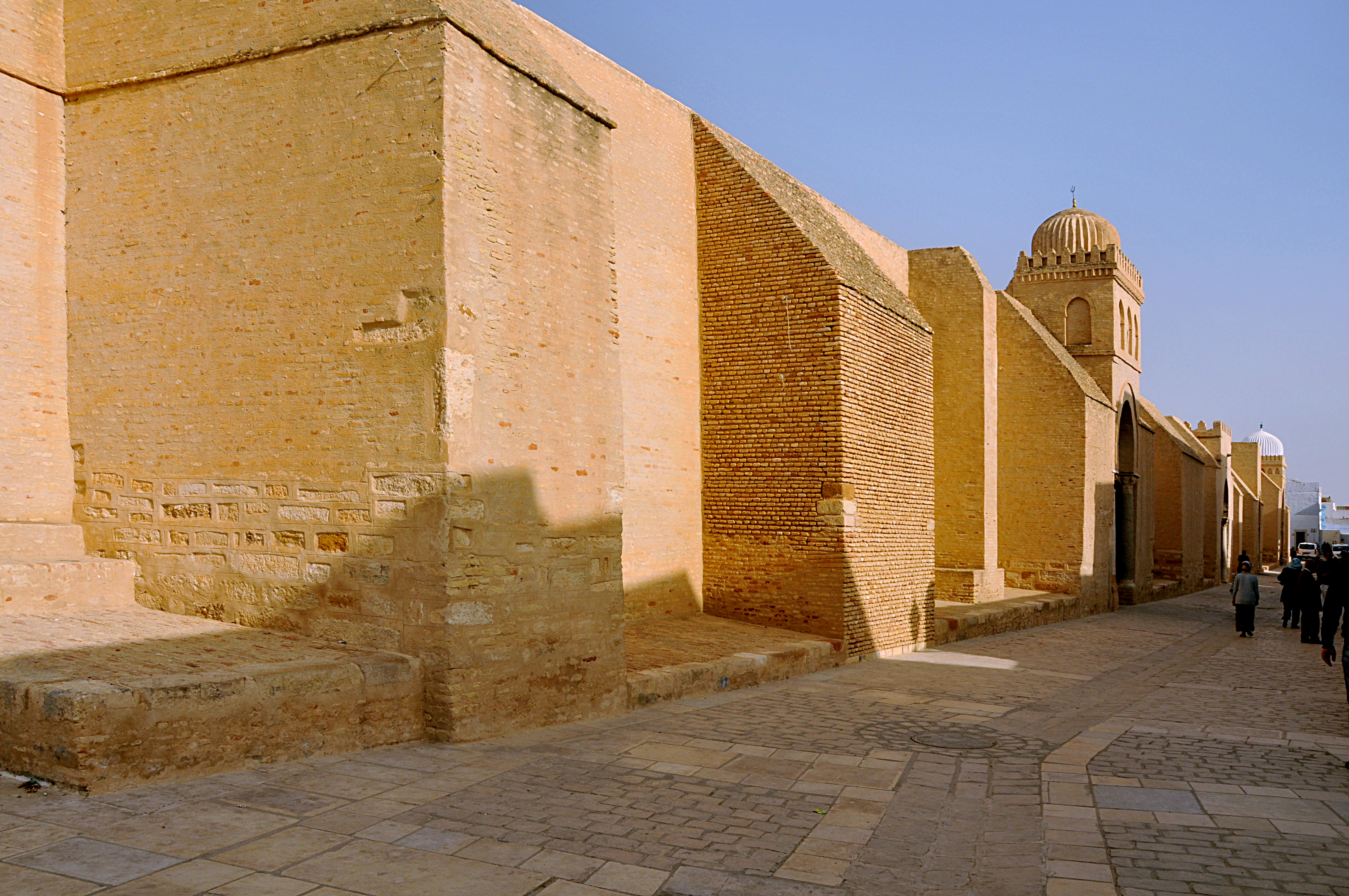
أكتاف الجانب الغربي من مسجد عقبة بالقيروان ، تونس
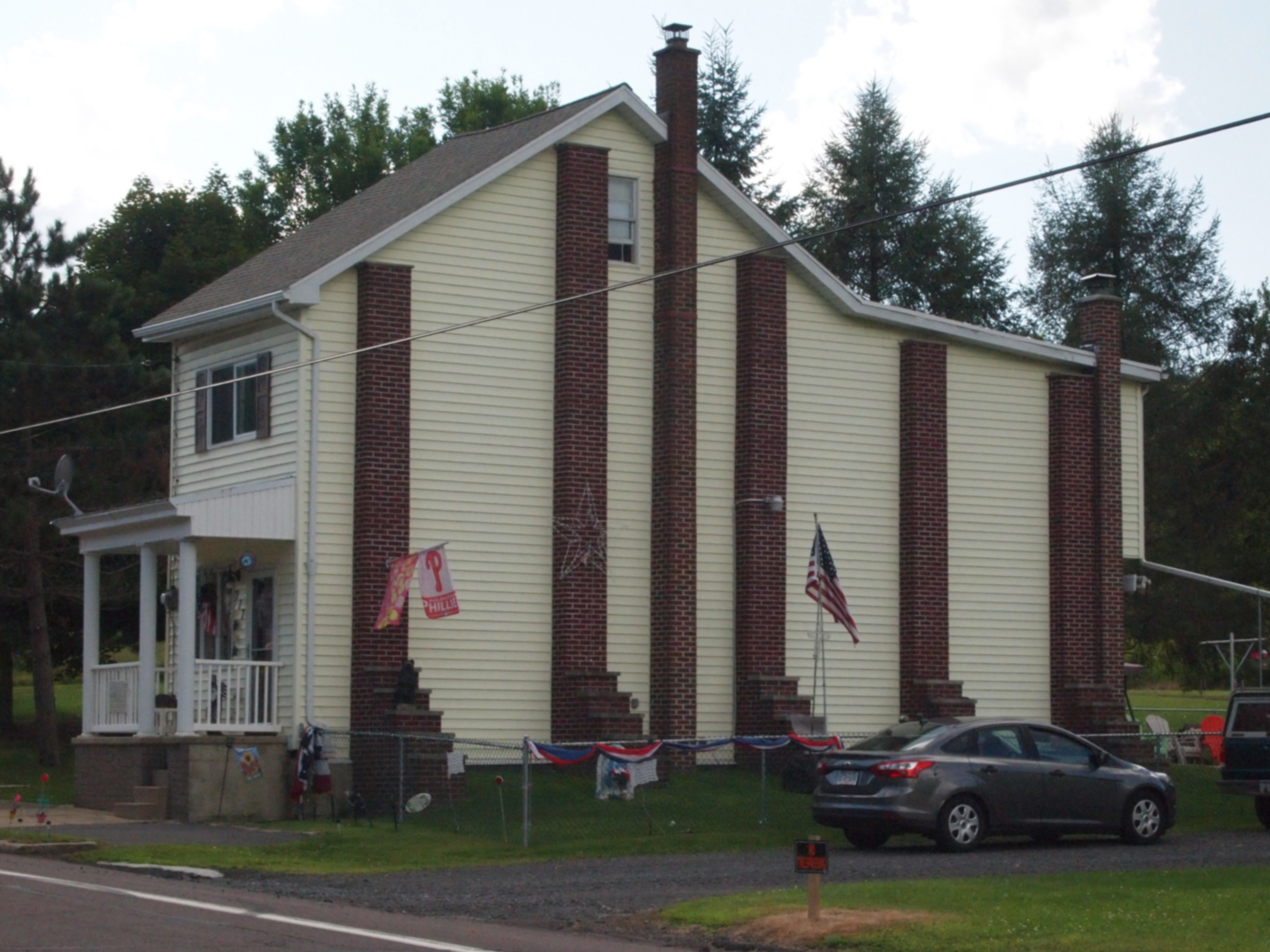